# Sayuri
Sayuri (Fukuoka, 7 juni 1996 – 20 september 2024) was een Japanse popzangeres en singer-songwriter.

## Biografie
Sayuri begon met het componeren van muziek toen ze net op de middelbare school zat. In 2012 won ze de Grote Prijs in de finale van de vijfde Music Revolution, een competitie die werd gesponsord door Yamaha Music. Daarna werd ze een indie-artiest. Ze gebruikt de artiestennaam Sanketsu Shōjo Sayuri en noemt zichzelf een 2.5-dimensionaal singer-songwriter.
Ze had haar eerste live-soloconcert in maart 2015 bij Tsutaya O-nest in Tokio. Later dat jaar maakte ze haar grote debuut met de eindtune van de anime Rampo Kitan: Game of Laplace.
Op 20 september 2024 overleed Sayuri op 28-jarige leeftijd. Een week later werd het nieuws van haar overlijden openbaar gemaakt.

### Albums

#### Studioalbums
| Jaar | Album details | Hoogste plaats in de hitlijsten | Hoogste plaats in de hitlijsten |
| Jaar | Album details | JPN Oricon                      | JPN Billboard                   |
| ---- | --- | ------------------------------- | ------------------------------- |
| 2017 | Mikazuki no Koukai (ミカヅキの航海, Crescent Moon Voyage) - Datum van verschijnen: 17 mei 2017 - Label: Ariola Japan (BVCL-791~2, BVCL-793~4, BVCL-795) - Drager: cd, cd+dvd, cd+BD | 3                               | 4                               |

#### Hikigatari albums
| Title  | Album details                                                                   | Hoogste plaats in de hitlijsten | Hoogste plaats in de hitlijsten |
| Title  | Album details                                                                   | JPN Oricon                      | JPN Billboard                   |
| ------ | ------------------------------------------------------------------------------- | ------------------------------- | ------------------------------- |
| Me(め) | - Datum van verschijnen: 3 juni 2020 - Label: Ariola Japan - Drager: cd, cd+dvd | 3                               | 2                               |

### Singles
| Jaar | Titel                                                                                     | Hoogste plaats in de hitlijsten | Hoogste plaats in de hitlijsten | Datum van verschijnen | Album              |
| Jaar | Titel                                                                                     | Oricon Weekly Singles Chart     | Billboard Japan                 | Datum van verschijnen | Album              |
| ---- | ----------------------------------------------------------------------------------------- | ------------------------------- | ------------------------------- | --------------------- | ------------------ |
| 2015 | "Mikazuki" (ミカヅキ, "Crescent Moon")                                                    | 20                              | 35                              | 26 augustus 2015      | Mikazuki no Koukai |
| 2016 | "Sore wa Chiisa na Hikari no You na" (それは小さな光のような, "It Is Like A Small Light") | 17                              | 15                              | 24 februari 2016      | Mikazuki no Koukai |
| 2016 | "Ru-Rararu-Ra-Rurararu-Ra-" (るーららるーらーるららるーらー, "Ru-Rararu-Ra-Rurararu-Ra-") | /                               | /                               | 24 juni 2016          | Mikazuki no Koukai |
| 2016 | "Furaregai Girl" (フラレガイガール, "Furaregai Girl")                                     | 17                              | 22                              | 7 december 2016       | Mikazuki no Koukai |
| 2017 | "Heikōsen" (平行線, "Parallel Line")                                                      | 10                              | 10                              | 1 maart 2017          | Mikazuki no Koukai |
| 2018 | "Tsuki to Hanataba" (月と花束 Moon and Bouquet)                                           | 10                              | 10                              | 28 februari 2018      |                    |
| 2019 | "Koukai no Uta" (航海の唄, About a Voyage)                                                | 12                              | 34                              |                       |                    |
| 2021 | "Sekai no Himitsu" (世界の秘密, World Secret)                                             | 10                              | /                               |                       |                    |

## Prijzen en nominaties
De onderstaande tabel toont een aantal van de belangrijkste prijzen die ze heeft ontvangen.
| Jaar | Prijsuitreiking                     | Prijs                                                                | Genomineerd werk                                             | Resultaat |
| ---- | ----------------------------------- | -------------------------------------------------------------------- | ------------------------------------------------------------ | --------- |
| 2012 | Yamaha Music's 5th Music Revolution | Grand Prix                                                           | "るーららるーらーるららるーらー" "Ru-Rararu-Ra-Rurararu-Ra-" | Gewonnen  |
| 2012 | Yamaha Music's 5th Music Revolution | Minister of Education, Culture, Sports, Science and Technology Award | "るーららるーらーるららるーらー" "Ru-Rararu-Ra-Rurararu-Ra-" | Gewonnen  |